# Eupithecia alliaria
Eupithecia alliaria is een vlinder uit de familie spanners (Geometridae). De wetenschappelijke naam is voor het eerst geldig gepubliceerd in 1870 door Staudinger.
De soort komt voor in Europa.